# Lam Asan (Darussalam)
Lam Asan is een bestuurslaag in het regentschap Aceh Besar van de provincie Atjeh, Indonesië. Lam Asan telt 406 inwoners (volkstelling 2010).